# Trévou-Tréguignec
Trévou-Tréguignec (tiếng Breton: An Trevoù) là một xã của tỉnh Côtes-d’Armor, thuộc vùng Bretagne, tây bắc Pháp.

## Dân số
Người dân ở Trévou-Tréguignec được gọi là Trévousiens.